# باسكوالي مارينو
باسكوالي مارينو (بالإيطالية: Pasquale Marino)‏ (مواليد 13 يوليو 1962 في مرسى علي - إيطاليا) لاعب كرة قدم إيطالي معتزل كان يجيد اللعب في مركز الوسط المحوري وحاليا مدرب نادي الدرجة الأولى نادي بارما الإيطالي منذ 2010 .

## روابط خارجية
- باسكوالي مارينو على موقع قاعدة بيانات كرة القدم.إي يو (الإنجليزية)
- باسكوالي مارينو على موقع Soccerway.com (الإنجليزية)
- باسكوالي مارينو على موقع عالم كرة القدم.نت (الإنجليزية)
- باسكوالي مارينو على موقع كووورة